# Orthozetes dispar
Orthozetes dispar är en kvalsterart som beskrevs av Balogh 1962. Orthozetes dispar ingår i släktet Orthozetes och familjen Microzetidae. Inga underarter finns listade i Catalogue of Life.